# Toltec Butte
Der Toltec Butte ist ein gedrungener Zeugenberg im ostantarktischen Viktorialand. In den Allan Hills ragt er östlich des Harris Valley im Shipton Ridge auf.
Wissenschaftler einer Kampagne des New Zealand Antarctic Research Programme in die Allan Hills erkundeten ihn 1964 und benannten ihn in Anlehnung an seine Ähnlichkeit mit Gebäuden der Toltekenkultur.